# Cola duparquetiana
Cola duparquetiana är en malvaväxtart som beskrevs av Henri Ernest Baillon och Édouard Marie Heckel. Cola duparquetiana ingår i släktet Cola och familjen malvaväxter. Inga underarter finns listade i Catalogue of Life.